# Cortes de Barcelona (1409)
Las Cortes generales catalanas de Barcelona de 1409 fueron convocadas por el rey Martín I, y fueron las únicas celebradas durante el reinado del rey Martín, que murió en 1410. 
Se estableció la obligación de que los oficiales superiores de justicia de la Real Audiencia, tendrían que aplicar el Derecho catalán , compuesto por los Usatges de Barcelona, las Constituciones y Capítulos de la Cortes catalanas, el derecho municipal y consuetudinario de las localidades, el Derecho común, la equidad y la buena razón, y se prohibía la aplicación de dispociciones del rey irregulares al Derecho.
| Predecesor: Cortes de Monzón de 1388 | Cortes Catalanas 1409 | Sucesor: Cortes de Barcelona de 1413 |